# Carla Solaro
Carla Solaro, conosciuta anche come Carla Dujany Solaro o Carla Dujany (Aosta, 2 luglio 1963), è un'attrice italiana.

## Biografia

### Carriera
Nel 1987 esordisce nel film "Black" diretto dal regista Christian Lara. Dopo aver terminato gli studi nel 1995 alla scuola di teatro francese Cours Florent di Parigi, partecipa nello stesso anno ad un musical teatrale “Blood Brothers” di Willy Russel sotto la regia di C. Nistri nel ruolo di "Brenda M.Monroe". Nel medesimo anno, esordice in televisione al "Nacht Show" in una rete tv tedesca, la RTL Television, e in Italia presenta insieme a Tiberio Timperi il festival-concorso BravoGrazie. Partecipa inoltre a serie tv importanti come Don Matteo, Carabinieri, e Il bello delle donne. Tra gli altri suoi lavori per il grande schermo, ci sono Paprika, Fermo posta Tinto Brass, Senso '45, diretti tutti da Tinto Brass. Ma è il film Top Girl di Joe D'Amato del 1997, ove è la protagonista, che la rende famosa al pubblico nonostante alcune scene di sesso e di nudo.
È altresì protagonista nel 2003 del film Snuff Killer - La morte in diretta , di Bruno Mattei, e nel 2005 recita nel cortometraggio "Faccia al Muro" di Francesca Martino. Nel 2007 ha posato nuda per il Calendario sexy del Portale Italymedia.it, voluta fortemente dalla commissione esaminatrice guidata dal direttore Antonello de Pierro, superando alla selezione circa 600 ragazze candidate. Una delle sue ultime apparizioni nel cinema avviene nel cortometraggio "Romanzo di un Mostro" diretto da Daniele Santamaria Maurizio nel 2022. In un'intervista al giornale online di Aosta ha dichiarato, nel 2017, di aver ricevuto all'inizio della sua carriera da attrice, proposte indecenti e ricatti sessuali insieme ad altre colleghe.

## Vita Privata
Attualmente vive a Roma, è sposata con Antonello de Pierro dal 2007, direttore di Italymedia.it, è appassionata di Astrologia e fin da giovane prova una grande ammirazione per Terence Hill. Il suo vero cognome è Dujany, ma nei primi anni 90', su indicazione del regista Tinto Brass, adotta sempre il cognome della madre, Solaro. Possiede un'ottima conoscenza di lingue straniere come inglese, francese e spagnolo, e ha praticato vari sport come nuoto, sci, pattinaggio su ghiaccio, danza moderna, mountain bike.

## Filmografia

### Cinema
- Paprika, regia di Tinto Brass (1991)
- Fermo posta Tinto Brass, regia di Tinto Brass (1995)
- Top Girl, regia di Joe D'Amato (1996)
- Senso '45, regia di Tinto Brass (2002)
- Snuff killer - La morte in diretta, regia di Bruno Mattei (2003)

### Televisione
- Il prezzo del denaro (1996)
- Tutti gli uomini sono uguali – serie TV (1997)
- Turbo – serie TV (2000)
- Commesse 2 – serie TV (2002)
- Don Matteo 3 – serie TV (2002)
- Il bello delle donne 3 – serie TV (2003)
- Mio figlio, regia di Luciano Odorisio – miniserie TV (2005)
- L'ultimo rigore 2, regia di Sergio Martino – miniserie TV (2006)
- Fratelli, regia di Angelo Longoni – film TV (2006)
- Carabinieri 5 – serie TV (2006)

### Cortometraggi
- InterNos Le Courtmétrage, regia di Roberto Pantano (2016)
- L'idea malvagia, regia di Pierfrancesco Campanella (2018)

## Programmi TV
- BravoGrazie (1995)
- Delitti (2009)